# Rimyongsu Sports Club
O Rimyongsu Sports Club (em coreano: 리명수체육단) é um clube de futebol da Coreia do Norte com sede em Sariwon. Apesar de nunca ter ganho a Liga Coreana (DPR Korea League em inglês), disponibilizou quatro jogadores para o Campeonato Mundial de Futebol Sub-17 em 2005 e cinco jogadores para o Campeonato Mundial de Futebol Sub-20 de 2007; o que representa mais jogadores do que qualquer outro clube norte-coreano. E em 2015 foi a base da seleção principal para a disputa da Copa da Ásia de 2015, tendo oito jogadores convocados.

## Elenco
Elenco para a fase final da Copa dos Presidentes da AFC de 2014
Legenda
- : Capitão
- : Jogador suspenso
- : Jogador lesionado

## Desempenho em competições continentais
| Temporada | Competição          | Fase                     | Oponente                   | Resultados |
| --------- | ------------------- | ------------------------ | -------------------------- | ---------- |
| 2014      | AFC President's Cup | Fase de grupos (Grupo B) | Ceres F.C.                 | 2–2        |
| 2014      | AFC President's Cup | Fase de grupos (Grupo B) | HTTU Aşgabat               | 1–1        |
| 2014      | AFC President's Cup | Fase de grupos (Grupo B) | Tatung F.C.                | 5–0        |
| 2014      | AFC President's Cup | Fase final (Grupo B)     | Sheikh Russel Krira Chakra | 4–0        |
| 2014      | AFC President's Cup | Fase final (Grupo B)     | Erchim                     | 5–0        |
| 2014      | AFC President's Cup | Final                    | HTTU Aşgabat               | 1–2        |